# 蕭子夏
蕭 子夏（しょう しか、永明10年（492年）- 永泰元年1月25日（498年3月3日））は、南朝斉の皇族。南郡王。武帝蕭賾の二十三男。字は雲広。

## 経歴
蕭賾と何充華のあいだの子として生まれた。子夏は武帝の諸子のうちで最も幼く、晩年の武帝に諸子にまして愛された。
永泰元年正月丁未（498年3月3日）、明帝の命により殺害された。享年7。

## 伝記資料
- 『南斉書』巻40 列伝第21
- 『南史』巻44 列伝第34